# Isaya Klein Ikkink
 Isaya Klein Ikkink (13 de maio de 2003) é uma velocista holandês especializado nos 400 metros rasos, campeão olímpico em provas de revezamento. 
Medalhista de bronze no Campeonato Europeu de Atletismo em Pista Coberta de 2023 em Istambul, Turquia, integrando o 4x400 m masculino da Holanda, ele se sagrou campeão olímpico em Paris 2024 integrando o revezamento 4x400 m misto junto com Femke Bol, Lieke Klaver e Eugene Omalla.